# Demi Lovato
Demetria Devonne "Demi" Lovato (sinh ngày 20 tháng 8 năm 1992) là một ca sĩ, diễn viên và nhạc sĩ người Mỹ. Lovato ra mắt công chúng với vai diễn thiếu nhi đầu tay trong loạt phim Barney & Friends. Năm 2008, Lovato nhận được sự chú ý với vai diễn Mitchie Torres trong bộ phim điện ảnh truyền hình của kênh Disney Channel, Camp Rock, và sau đó Lovato đã ký một hợp đồng thu âm với Hollywood Records. Lovato phát hành album phòng thu đầu tay của mình, Don't Forget, vào tháng 9 năm đó; album ra mắt tại vị trí á quân trên bảng xếp hạng US Billboard 200 và đã được chứng nhận đĩa Vàng từ Hiệp hội Công nghiệp ghi âm Hoa Kỳ với tổng doanh số đạt hơn 530.000 bản. Năm 2009, Lovato tham gia vào chương trình truyền hình riêng của mình, Sonny with a Chance. Album thứ hai của họ, Here We Go Again, được phát hành vào tháng 7 cùng năm và ra mắt tại vị trí quán quân trên bảng xếp hạng U.S Billboard 200, và đã được chứng nhận đĩa Vàng từ Hiệp hội Công nghiệp ghi âm Hoa Kỳ với tổng doanh số lên tới hơn 650.000 bản. Bài hát chủ đề của album trở thành đĩa đơn đầu tiên của Lovato lọt vào top 20 của bảng xếp hạng Billboard Hot 100, với vị trí thứ 15, và đã nhận được chứng nhận Bạch kim.
Sau khi tham gia vào các bộ phim truyền hình và album nhạc phim trong năm 2010, các vấn đề cá nhân của Lovato khiến Lovato phải tạm thời vắng bóng một thời gian, đồng thời kết thúc Sonny with a Chance sau chỉ hai mùa phim. Album phòng thu thứ ba của họ, Unbroken (2011), đã ít nhiều nói về những khó khăn mà Lovato phải đối mặt trong thời gian này. Đĩa đơn đầu tiên, "Skyscraper", trở thành đĩa đơn top 10 đầu tiên của Lovato đồng thời cũng là đĩa đơn đầu tiên của Lovato được chứng nhận đĩa Bạch kim tại Mỹ; đĩa đơn thứ hai, "Give Your Heart a Break", đã được chứng nhận ba đĩa Bạch kim. Lovato là giám khảo và người cố vấn cho phiên bản Mỹ của The X Factor trong năm 2012 và 2013. Album phòng thu thứ tư của Lovato, lấy tựa là Demi (2013), có doanh số tuần đầu đạt 110.000 bản (doanh số tuần ra mắt đầu tiên cao nhất trong sự nghiệp của mình). Đĩa đơn đầu tiên, "Heart Attack", trở thành đĩa đơn top 10 thứ hai của Lovato trên bảng xếp hạng Billboard Hot 100. "Heart Attack" ngoài ra cũng đạt vị trí thứ 3 tại Liên hiệp Anh, trở thành đĩa đơn có xếp hạng cao nhất và cũng là đĩa đơn đầu tiên công phá top 10 tại Anh.
Lovato đã nhận được một số các giải thưởng đáng chú ý, tiêu biểu là các giải thưởng và đề cử từ Giải Video âm nhạc của MTV, Giải Sự lựa chọn của Giới trẻ, Giải Sự lựa chọn của Công chúng, Giải ALMA và Giải Chuyến lưu diễn của Billboard. Năm 2013, Maxim xếp Lovato thứ hạng 26 trong danh sách Hot 100 của tạp chí này, và Billboard cũng xếp Lovato vào vị trí thứ hai trong danh sách 50 Nghệ sĩ của năm. Lovato ngoài ra cũng là một người ủng hộ cộng đồng LGBT.

## Cuộc đời và sự nghiệp

### 1992–2006: Những năm tháng đầu đời và bắt đầu sự nghiệp
Demetria Devonne Lovato được sinh ra vào ngày 20 tháng 8 năm 1992 tại Albuquerque, New Mexico. Demi mang trong mình dòng máu México, Ireland và Ý. Lovato có một người chị, Dallas Lovato, cũng là một diễn viên, ca sĩ lớn hơn Lovato 5 tuổi; và 2 em gái cùng mẹ khác cha, Madison DeLaGaraza và một người em nữa tên Amber.
Mẹ của họ, Diana Hart là một ca sĩ nhạc đồng quê và người bố, Patrick chuyển đến sống ở New Mexico sau khi ly hôn năm 1994. Ông có vấn đề về sức khoẻ nên rất ít khi gặp Demi. Nhưng cả hai đã gặp nhau lần đầu tiên sau 4 năm vì một chuyến thăm bất ngờ của Demi vào tháng 2 năm 2008. Demi theo học tại Trung học Cross Timbers, sau đó học nhà để có thể tiếp tục sự nghiệp  Lovato đã có được một tấm bằng tốt nghiệp Giáo dục Tại Nhà vào tháng 4 năm 2009
Demi là một ca sĩ, diễn viên kiêm nhạc sĩ, Lovato đã chơi guitar từ năm 11 tuổi.
Demi Lovato bắt đầu đóng phim từ năm 6 tuổi, Lovato gặp Selena Gomez khi 2 người cùng đóng trong series Barney & Friends và trở thành bạn thân. Sau đó, Lovato theo đuổi sự nghiệp ca hát kiêm chơi nhạc cụ, và xuất hiện với vai trò diễn viên hài và là vai chính trong Prison Break, Split Ends và Just Jordan.

### 2007–08:Camp RockvàDon't Forget

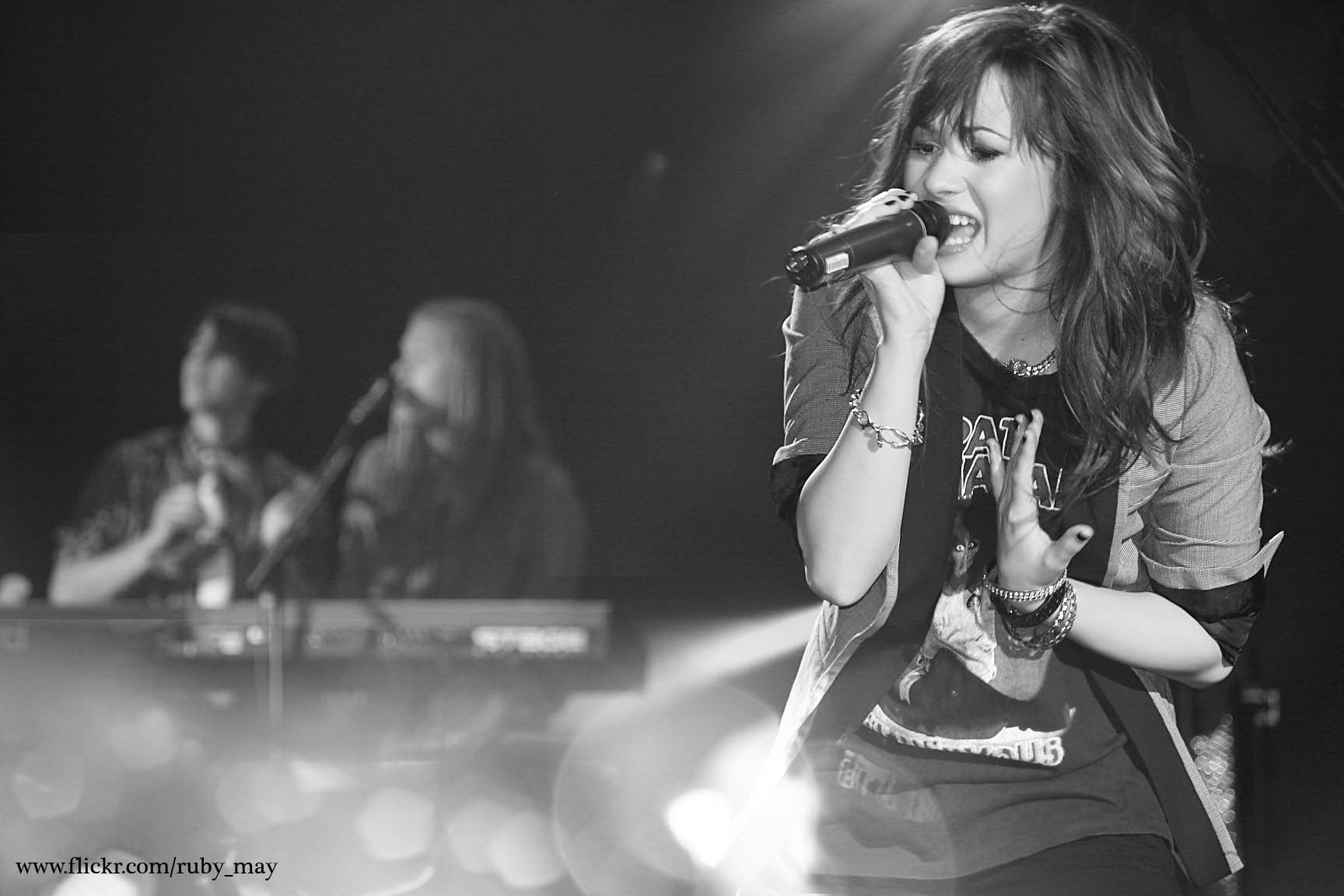
Lovato trình diễn tại một concert vào năm 2008

Năm 2007 và 2008, Lovato đảm nhận vai diễn Charlotte Adams trong loạt phim ngắn As the Bell Rings của kênh Disney Channel, series này đã khởi chiếu ngày 26 tháng 8 năm 2007 trong chương trình đặc biệt Back-to-school của Disney. Tuy nhiên, Demi được biết đến nhiều hơn cả, khi là diễn viên chính của phim truyền hình Camp rock, một bộ phim tuổi teen của hãng Disney, tham gia cùng nhóm nhạc anh em đình đám thời bấy giờ - Jonas Brothers. Camp Rock đã ra mắt ngày 20 tháng 6 năm 2008.
Album phòng thu đầu tay của Lovato, Don't Forget, được phát hành vào ngày 23 tháng 9 năm 2008.

### 2009–10:Sonny With a ChancevàHere We Go Again
Sau đó, Demi đã được chọn làm diễn viên chính của series Welcome to Mollywood, khởi quay vào tháng 9 năm 2008. Sau đó, để phù hợp với thị trường, Disney đã đổi tên series này thành Sonny with a chance rồi khởi chiếu vào ngày 8 tháng 2 năm 2009.
Album phòng thu thứ hai của Lovato, Here We Go Again, được phát hành vào ngày 21 tháng 7 năm 2009; Lovato miêu tả phong cách acoustic của album khá là tương đồng với John Mayer.
Cô xếp thứ hai trong cuộc bầu chọn Hottest Star của BOP Magazine vào tháng 9 năm 2008.Tuy nhiên, Demi Lovato mới bắt đầu thực sự được giới trẻ biết đến sau khi đóng bộ phim Camp Rock cùng với ban nhạc gia đình nổi tiếng Jonas Brothers.
Một trong những thần tượng của Lovato là Christina Aguilera, Kelly Clarkson, nhóm Paramore. Lovato cũng từng vừa đệm đàn piano vừa hát lại ca khúc "Mercy on Me" của Aguilera.

### 2010–12:UnbrokenvàThe X Factor
Vào khoảng năm 2010, Demi đã vấp phải những sóng gió lớn. Lovato gặp phải những vấn đề về chứng rối loạn ăn uống, nỗi ám ảnh về việc bị ăn hiếp, bắt nạt ở trường trung học ., cùng những thăng trầm của cuộc tình với Joe Jonas, Lovato đã quyết định tìm đến Trung tâm điều trị đặc biệt, để ổn định tinh thần, tâm lý cho chính mình.
Đến ngày 28 tháng 1 năm 2011, Demi đã trở lại với vai trò ca sĩ sau khi trải qua quãng đường tăm tối nhất của cuộc đời mình. Những người hâm mộ Lovato - Lovatic - đã lấy ngày này, tự đặt là Ngày Lovatics (Lovatics Day) để tự nhủ mình luôn sống mạnh mẽ như Demi Lovato .
Lovato đã trở lại cùng single Skyscraper cùng thông điệp vô cùng mạnh mẽ tới khán giả "Stay Strong". Skyscraper  ra mắt ngày 11 tháng 7 năm 2011 và là single mở đường cho album phòng thu thứ 3 Unbroken của Lovato (bán ngày 20 tháng 9 năm 2011) .
Skyscraper đã được đề cử và thắng giải Video cùng thông điệp xuất sắc nhất (Best Video with a Message) tại MTV Video Music Awards 2012 . Lovato cũng đã trình diễn single đình đám khác của mình Give Your Heart A Break (trích từ album Unbroken) tại VMA năm đó.
Không lâu sau, tháng 6 năm 2012, Demi được Simon Cơwell mời làm giám khảo cho chương trình truyền hình thực tế Nhân tố Bí ẩn phiên bản Mỹ (The X Factor US). Demi đã vô cùng hạnh phúc khi được ngồi ghế nóng của cuộc thi này và trải nghiệm những việc mà Lovato chưa từng trải qua. Theo đó, Lovato là nữ giám khảo trẻ tuổi nhất thế giới (19 tuổi). Demi cùng Simon đã có những giây phút hài hước trong chương trình này.
Lovato cũng đã khá thành công trong mùa thứ hai của The X Factor USA (2013). Tuy nhiên, vào cuối năm 2013, sau khi kết thúc mùa 2, nữ giám khảo trẻ đã tuyên bố rút lui khỏi chương trình mùa thứ ba, để tập trung vào Tour diễn Neon Lights và album phòng thu mới. Sau đó, Simon cũng đã quyết định tạm dừng The X Factor, ông chia sẻ: "Thiếu đi Demi Lovato, chương trình sẽ không còn hấp dẫn nữa...". Ông cũng đã quyết định tạm dừng mùa ba của The X Factor USA và trở lại ghế nóng The X Factor UK 2014.

### 2013–14:DemivàGlee
Vào tháng 2 năm 2013, Demi đã đổi toàn bộ ảnh bìa, ảnh đại diện trên tất cả các trang web, trang cá nhân của mình thành màu đen. Điều này đã khiến tất cả các Lovatic tò mò và vô cùng sốt ruột. Ngay sau đó, Lovato đã tung trailer đầy bí ẩn trên youtube cùng ảnh bìa cho single mới Heart Attack, mở đường cho album thứ tư Demi. Heart Attack dự kiến ra mắt đầu tháng 3 năm 2013. Trong thời gian này, cộng đồng mạng đã truyền tay nhau một bản audio được cho là nhạc nền của Heart Attack, khiến không ít người tò mò. Tuy nhiên, đó chỉ là một bản nhạc nền do một trang nhạc cá nhân tự làm.
Ngày 25 tháng 2, chưa đến ngày ra mắt, Heart Attack đã bị rò rỉ nhanh chóng trên các trang mạng. Cùng lúc này, Demi đã nhanh chóng tham gia show "On Air With Ryan Secrest" để công bố bản audio cho Heart Attack. Ca khúc đã nhanh chóng đạt vị trí số một trên trang nhạc số iTunes Hoa Kỳ, và đứng đầu iTunes của 16 quốc gia khác trong đó có Việt Nam. Heart Attack là bản thu cực kì tuyệt vời, mở đầu bằng đoạn electro lạ tai, ca khúc lại khoe được chất giọng vừa cao vút vừa khỏe khoắn, khiến người ta thích họ.
Ngày 14 tháng 5 năm 2013, Demi đã cho ra mắt album Demi trên toàn cầu. Album này đã đứng thứ 3 trong thú. Video cho Heart Attack ra mắt ngày 9 tháng 4 năm 2013 với 15 triệu lượt xem xong tuần đầu ra mắt trên Youtube. Heart Attack đã được 2 lần chứng nhận bạch kim tại Mỹ và đến nay vẫn là single thành công nhất của cuần đầu tiên ra mắt trên Billboard 200, đứng vị trí số 1 tại iTunes của hơn 50 quốc gia, trong đó Việt Nam.
Những single tiếp theo từ album Demi gồm có Made In The USA, Neon Lights, Really Don't Care (hợp tác với Cher Lloyd) đều có video chất lượng nhưng đều chưa có được thành công như Heart Attack.

### 2015 - hiện tại:Safehouse Records, ConfidentvàFuture Now Tour
Ngày 26 tháng 5 năm 2015, Demi, Nick và quản lý của họ là Phil McIntyre đã công bố thành lập Hãng thu âm mới mang tên Safehouse Records. Safehouse ra đời, hợp tác cùng với Hollywood Records và Universal Music Group.
Vào ngày 1 tháng 7 năm 2015, Demi ra mắt single mở đường cho album phòng thu thứ 5 với tựa đề là Cool for the Summer. Single thứ 2, cũng tên với album, Confident cũng được ra mắt vào ngày 9 tháng 10. Vào ngày 16, album Confident ra mắt và nhận được nhiều phản hồi tích cực.
Vào ngày 26 tháng 10 năm 2015, Demi và Nick Jonas công bố họ sẽ đi lưu diễn cùng nhau. Tour diễn mới của 2 người có tên là Future Now Tour và đêm diễn đầu tiên sẽ bắt đầu vào 29 tháng 6 năm 2016 tại thành phố Atlanta, bang Georgia, Hoa Kỳ. Tour diễn đi qua 42 thành phố lớn nhỏ quanh Bắc Mỹ. Future Now hứa hẹn sẽ có một phong cách âm nhạc mới từ cả Demi và Nick. Future Now Tour cũng là kỉ niệm 10 năm tình bạn giữa hai người.
Album thứ năm của Lovato, Confident, được phát hành vào ngày 16 tháng 10 năm 2015, và nhận được đánh giá tích cực từ các nhà phê bình âm nhạc. Album ra mắt ở vị trí thứ hai trên Billboard 200 với doanh số tuần đầu tiên là 98.000 bản. Trong quá trình sản xuất album, Lovato nhận xét: "Tôi đã bắt đầu ghi âm cho album mới của mình và tôi có kế hoạch thu âm trong chuyến lưu diễn. Âm nhạc chỉ phát triển thành mọi thứ mà tôi đã và mọi thứ tôi muốn trở thành." Lovato nói thêm: "Tôi chưa bao giờ chắc chắn mình là một nghệ sĩ khi nói đến sự tự tin, nhưng không chỉ những thứ cá nhân, mà chính xác là những gì tôi muốn âm nhạc của mình và những gì tôi biết. Có khả năng album này sẽ cho tôi cơ hội để cho mọi người thấy những gì tôi thực sự có thể làm.".

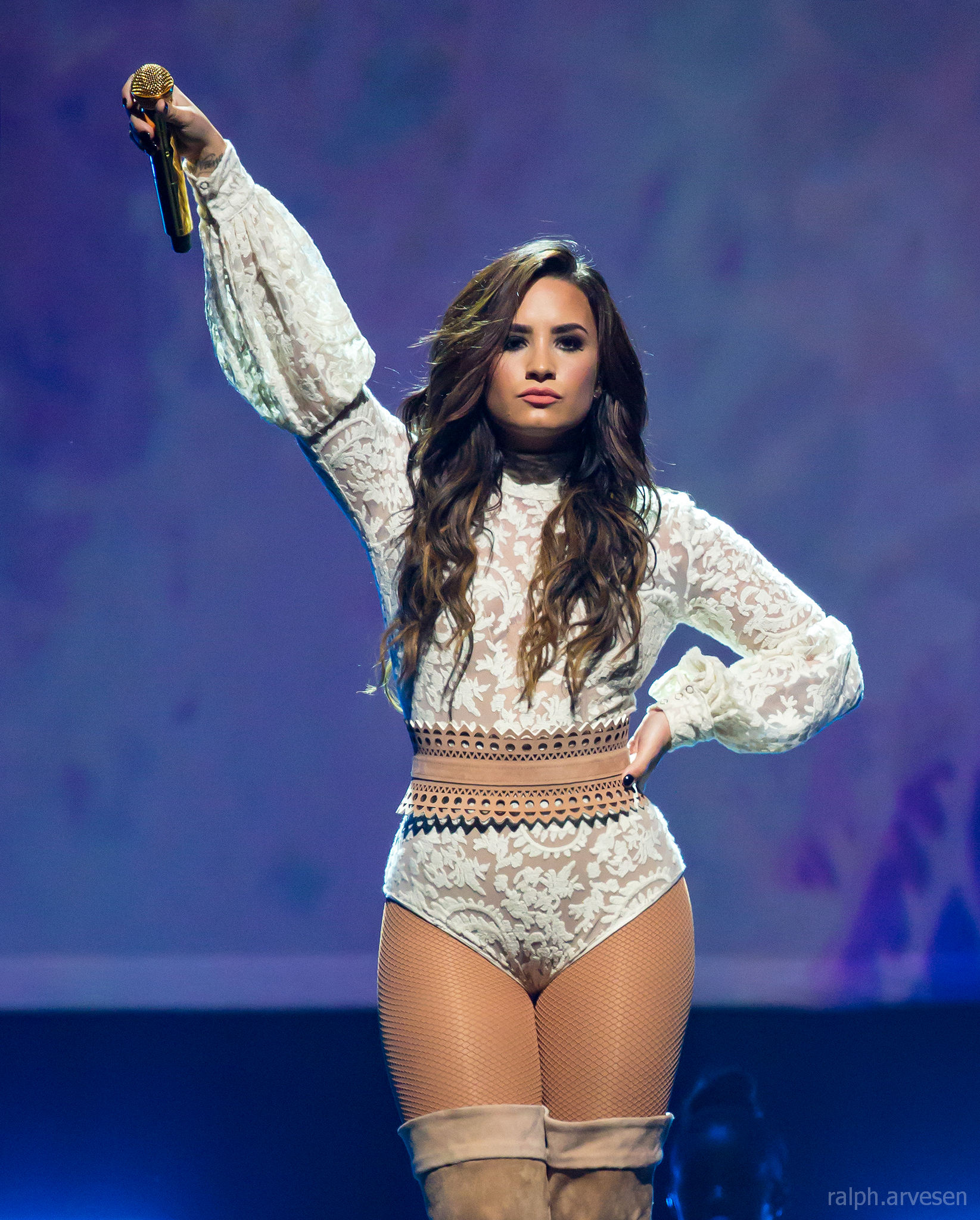
Demi Lovato trình diễn tại San Antonio, Texas trong chuyến lưu diễn Future Now Tour vào ngày 10 tháng 9 năm 2016.

Vào tháng 7 năm 2016, album đã được chứng nhận vàng bởi RIAA, và đã bán được 211.000 bản tại Hoa Kỳ. Vào tháng 5 năm 2015, Billboard tiết lộ Lovato đang trong quá trình bắt đầu một hãng thu âm mới "lấy nghệ sĩ làm trung tâm", Safehouse Records, trong đó Lovato sẽ là người đồng sáng lập và đồng sở hữu. Nhãn hiệu này sẽ là sự hợp tác giữa Lovato, Nick Jonas và quản lý của họ, Phil McIntyre, và sẽ là một phần của thỏa thuận hợp tác mới với hãng thu âm Island. Comfidence đã được phát hành thông qua thỏa thuận liên doanh mới. Đây sẽ là liên doanh đa nhãn hiệu thứ hai trong sự nghiệp của Lovato; Lovato trước đây là một phần của Jonas Records, một mối quan hệ đối tác UMG / Hollywood / Jonas Brothers, hiện không còn tồn tại.
Vào tháng 7 năm 2017, Lovato đã phát hành "Sorry not sorry" là đĩa đơn đầu tiên trong album thứ sáu của họ, và đã trở thành bài hát xếp hạng cao nhất của Lovato ở New Zealand và Hoa Kỳ ở vị trí số 6 cũng như Úc tại vị trí thứ 8. Nó cũng trở thành bài hát bán chạy nhất của Lovato ở Mỹ với chứng nhận Bạch kim tăng gấp bốn lần bởi RIAA. Album có tựa đề Tell Me You Love Me, được phát hành vào ngày 29 tháng 9 và mở ở vị trí thứ ba trên Billboard 200 của Hoa Kỳ với doanh số tuần đầu tiên là 48.000 bản. Nó nhận được đánh giá tích cực từ các nhà phê bình âm nhạc và trở thành album đầu tiên của Lovato được chứng nhận Bạch kim tại Hoa Kỳ. Vào ngày 17 tháng 10, Lovato đã phát hành Demi Lovato: Simply Complicated trên YouTube, một bộ phim tài liệu tập trung vào cuộc sống, sự nghiệp và các cuộc đấu tranh cá nhân của họ. Nó đã được đề cử cho "Phim tài liệu âm nhạc hay nhất" tại Giải thưởng điện ảnh và truyền hình MTV 2018. Vào tháng 10 năm 2017, Lovato đã công bố chuyến lưu diễn cho chặng Bắc Mỹ của tour diễn Tell Me You Love Me World, với những vị khách mời đặc biệt là DJ Khaled và Kehlani. Lovato đã xác nhận các chuyến đi châu Âu và Nam Mỹ trong các tháng tiếp theo và chuyến lưu diễn bắt đầu vào tháng 2 năm 2018.

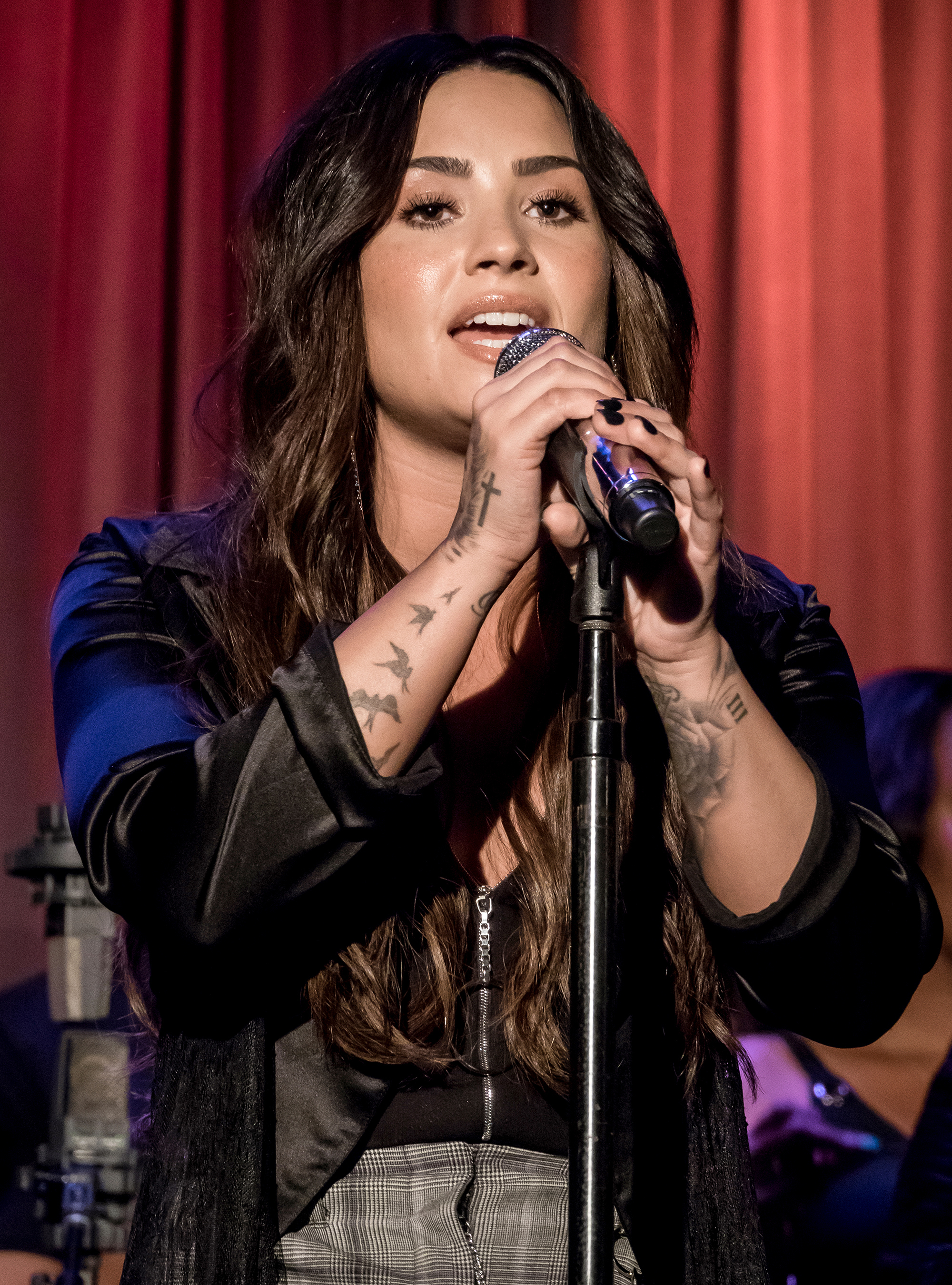
Lovato trình diễn tại Los Angeles, California vào ngày 16 tháng 9 năm 2017.

Vào tháng 11 năm 2017, Lovato phát hành một bài hát có tựa đề "Échame la Culpa" với Luis Fonsi. Vào tháng 5, Christina Aguilera đã phát hành một ca khúc trong album Liberation của Lovato có tựa đề "Fall in Line" kết hợp với Lovato, và Lovato cũng hợp tác trong bài hát "Solo" của Clean Bandit. Sau này trở thành bài hát số một đầu tiên của Lovato tại Vương quốc Anh. Vào ngày 21 tháng 6, nữ ca sĩ đã phát hành một đĩa đơn mới có tựa đề "Sober".

## Phong cách nghệ thuật
Nick Levine của Digital Spy, nhận xét về giọng hát của Lovato trong album Don't Forget, đã nói rằng, "họ chắc chắn là một ca sĩ có nội lực mạnh mẽ hơn Jonase. Trên thực tế, những màn trình diễn giọng hát đầy nội lực của Lovato ấy luôn gây ấn tượng". Becky Brain của Idolator đã viết rằng Lovato có "một giọng hát chết người". Theo Sophie Schillaci của The Hollywood Reporter, Lovato "có một giọng hát có thể làm câm lặng cả những nhà phê bình nghiêm khắc nhất. Một cái gì đó không thường thấy ở các đồng nghiệp của Lovato ấy." Trong album phòng thu thứ hai của Lovato, Here We Go Again, Jeff Miers từ The Buffalo News đã viết," Không giống như nhiều đồng nghiệp trong Disney, Lovato thực sự có thể hát... [và nó] làm mới [Demi ấy không cần Auto-Tune] để che giấu bất kỳ sự thiếu thốn khả năng tự nhiên nào."

## Đời tư
Tháng 3 năm 2021, Lovato công khai là người toàn tính và linh hoạt tính dục trong một cuộc phỏng vấn. Vào tháng 5 năm 2021, Lovato công khai rộng rãi là phi nhị giới và thông báo quyết định đổi đại từ nhân xưng giới sang they/them. Lovato đã công khai là phi nhị giới trước đó với gia đình và bạn bè vào cuối năm 2020.

## Phim
| Năm  | Tên                                       | Vai                               | Ghi chú                   |
| ---- | ----------------------------------------- | --------------------------------- | ------------------------- |
| 2008 | Camp Rock                                 | Mitchie Torres                    | Phim điện ảnh truyền hình |
| 2009 | Jonas Brothers: The 3D Concert Experience | Chính cô                          | DVD ca nhạc               |
| 2009 | Princess Protection Program               | Princess Rosalinda/Rosie Gonzalez | Phim điện ảnh truyền hình |
| 2010 | Camp Rock 2: The Final Jam                | Mitchie Torres                    | Phim điện ảnh truyền hình |
| 2012 | Demi Lovato: Stay Strong                  | Chính cô                          | Phim tài liệu truyền hình |
| 2017 | Charming                                  | Lenore                            | Lồng tiếng                |
| 2017 | Smurf: The Lost Village                   | Smurfette                         | Lồng tiếng                |

| Năm        | Tên                              | Vai                                | Ghi chú                                                               |
| ---------- | -------------------------------- | ---------------------------------- | --------------------------------------------------------------------- |
| 1982-1986  | Knight Power                     | Chloe (voice)                      | Recurring role                                                        |
| 2002–04    | Barney & Friends                 | Angela                             | Vai chính (Mùa 7–8)                                                   |
| 2006       | Prison Break                     | Danielle Curtin                    | "First Down" (Mùa 2, tập 4)                                           |
| 2007–08    | As the Bell Rings                | Charlotte Adams                    | Vai chính (Mùa 1)                                                     |
| 2007       | Just Jordan                      | Nicole                             | "Slippery When Wet" (Mùa 2, tập 6)                                    |
| 2008       | Jonas Brothers: Living the Dream | Chính họ                           | "Hello Hollywood" (Mùa 1, tập 7) "Health Kick" (Mùa 1, tập 8)         |
| 2008       | Studio DC: Almost Live           | Chính họ                           | "The Second Show" (Mùa 1, tập 2)                                      |
| 2009–11    | Sonny with a Chance              | Sonny Munroe                       | Vai chính                                                             |
| 2010; 2011 | Extreme Makeover: Home Edition   | Chính họ                           | "Williams Family" (Mùa 7, tập 24) "Walker Family" (Mùa 9, tập 10)     |
| 2010       | Grey's Anatomy                   | Hayley                             | "Shiny Happy People" (Mùa 6, tập 22)                                  |
| 2011       | Keeping Up with the Kardashians  | Chính họ                           | "Kim's Fairytale Wedding: A Kardashian Event, Part 2" (Mùa 6, tập 15) |
| 2012       | Punk'd                           | Chính họ                           | "Nick Cannon" (Mùa 9, tập 6)                                          |
| 2012–13    | The X Factor                     | Chính Lovato / giám khảo / cố vấn  | Mùa 2–3                                                               |
| 2013–14    | Glee                             | Danielle "Dani"                    | Vai khách mời (Mùa 5)                                                 |
| 2015       | RuPaul's Drag Race               | Chính Lovato / Giám khảo khách mời |                                                                       |
| 2015       | From Dusk Till Dawn              | Maia                               | Vai khách mời                                                         |

## Danh sách đĩa nhạc
- Don't Forget (2007)
- Here We Go Again (2009)
- Unbroken (2011)
- Demi (2013)
- Confident (2015)
- Tell Me You Love Me (2017)

## Lưu diễn
| Chính - Demi Lovato: Live in Concert (2009–10) - A Special Night with Demi Lovato (2011–13) - The Neon Lights Tour (2014) - Demi World Tour (2014–15) - Future Now Tour (2016) - Tell Me You Love Me World (2017) | Quảng bá - Demi Live! Warm Up Tour (2008) - An Evening with Demi Lovato (2011) | Mở màn - Jonas Brothers – Burnin' Up Tour (2008) - Avril Lavigne – The Best Damn World Tour (2008) - Enrique Iglesias – Sex and Love Tour (2014) |

## Lần đầu tiên đến Việt Nam biểu diễn
Ngày 1 tháng 4 năm 2015, kênh truyền hình YanTV chính thức công bố Demi sẽ là nghệ sĩ tâm điểm của lễ hội âm nhạc dã ngoại lớn nhất Việt Nam YAN Beatfest 2015.
Chiều ngày 7 tháng 5, Demi đến sân bay Tân Sơn Nhất, TPHCM. Lovato nàng nhanh chóng rời khỏi sân bay trước vòng vây của phóng viên. Demi đã tới thưởng thức bữa tối tại một nhà hàng của Tăng Thanh Hà.
Sáng ngày 8 tháng 5, Demi dự buổi họp báo công bố lễ hội YAN Beatfest tại khách sạn Pulls Man. Chiều cùng ngày, Demi đến Trung tâm ILA dự buổi gặp mặt từ thiện và trao quà cho các em nhỏ của Operation Smile rồi tới Cresent Mall giao lưu nhanh với fan. Sau đó, Lovato nhanh chóng đến diễn tập tại sân vận động Phú Thọ chuẩn bị cho đêm diễn hôm sau.
Đêm ngày 9 tháng 5, Demi hát trước khoảng 50,000 khán giả tại sân vận động Phú Thọ.
Sáng sớm 10 tháng 5, Demi bay đến Nhật Bản và trở về quê nhà, kết thúc Demi World Tour vòng quanh thế giới.

## Sách
- Staying Strong: 365 Days a Year, Feiwel & Friends (19 tháng 11 năm 2013) ISBN 978-1-250-05144-8
- Staying Strong: A Journal, Feiwel & Friends (7 tháng 10 năm 2014) ISBN 978-1-250-06352-6